# Châlette-sur-Loing
Châlette-sur-Loing är en kommun i departementet Loiret i regionen Centre-Val de Loire strax norr Frankrikes mitt. Kommunen ligger i kantonen Châlette-sur-Loing som tillhör arrondissementet Montargis. År 2022 hade Châlette-sur-Loing 12 958 invånare.

## Befolkningsutveckling
Antalet invånare i kommunen Châlette-sur-Loing
| Referens: INSEE |